# Ida Hallquist
Ida Lovisa Hallquist, född 22 augusti 1994 i Stora Kils församling i Värmlands län, är en svensk skådespelerska och sångerska.

## Biografi
Hallquist debuterade som skådespelare i TV-serien Ack Värmland som hade premiär 2015 på TV4.
Hallquist tävlade i Idol 2022, där hon slutade på en 6:e plats.

## Filmografi

### Som skådespelare
- 2015–2017 – Ack Värmland (TV-serie)
- 2020 – Lillforsa Ladies[5], ljudbok, Storytel
- 2025 – Spermageddon (svensk röst som Cumilla)
- 2026 – Grannfejden

### Som sig själv
- 2018 – Så ska det låta[6]
- 2019 – Doobidoo[6]
- 2022 – Idol 2022[4]